# Cyphomenes infernalis
Cyphomenes infernalis är en stekelart som först beskrevs av Henri Saussure 1875.  Cyphomenes infernalis ingår i släktet Cyphomenes och familjen Eumenidae. Utöver nominatformen finns också underarten C. i. weyrauchi.